# گویندپورا، پاکستان
گویندپورا (به انگلیسی: Govindpura) یک منطقهٔ مسکونی در پاکستان است که در پنجاب واقع شده‌است. گویندپورا ۱۷۷ متر بالاتر از سطح دریا واقع شده‌است.